# 三國志戦記
『三國志戦記』（さんごくしせんき）は、2002年2月14日にコーエー（現・コーエーテクモゲームス）から発売されたPlayStation 2用シミュレーションゲーム。
本項では、2003年6月26日に発売されたPlayStation 2用ゲーム『三國志戦記2』についても併せて記述する。

## 概要
『三國志戦記』は、中国の三国時代で国取りを行うシミュレーションゲームという点では同じコーエーから発売されている『三國志シリーズ』と同様であるが、異なる点も多い。以下に挙げる点がそれである。
- 内政の概念がない
- いくつものシナリオに分かれている
- 各シナリオごとの目標が定められており、それを満たせばクリアとなる。

各武将は敵部隊に大ダメージを与えられる戦法を持っており、戦闘フェイズではそれを駆使して敵部隊を撃破していくこととなる。また、単発で戦法を発動するだけではなく、連鎖を起こして次々と戦法を発動させることでさらに大きなダメージを与える戦法連鎖が可能になっている。この作品は軍師に視点を当てたもので、戦闘パートでもその役割は大きい。軍師は連環が可能である。連環は戦法の予約といえるもので、戦法が発動したのとまったく無関係の部隊に対しても連鎖を発動することができる。また、連環された部隊を行動不能にすることも可能である。また、2では連撃指令ができるようになっており、軍師を上手に使いこなす駆使することが戦術のカギを握る。
ゲームの進行は戦略フェイズと戦闘フェイズを交互に繰り返す形となる。戦略パートでは軍団の編成、移動や密偵の派遣、工作などを行う。また、新たな戦法を取得するのも戦略フェイズ中のことである。MAP上にはいくつもの拠点が存在し、それがルートでつながっている。軍団はそのルート上を進軍していく。戦略フェイズを終了すると軍団は指定されたとおりに移動していき、同一拠点に自軍団と敵対勢力の軍団が存在した場合に戦闘フェイズに突入する。戦闘フェイズでのMAPは12×12の升目上となっており、軍団の配置や地形などは拠点ごとに異なっている。また、シナリオに関わる戦闘では特殊な部隊配置となることもある。戦闘フェイズが終了すると、各武将のレベルアップや捕虜の処遇などが処理され、別の拠点で戦闘があれば再度戦闘フェイズに突入し、なければ戦略フェイズとなる。
武将の登用は2種類の方法がある。在野武将の登用は、友好武将を同じ拠点に派遣すれば登用することができる。敵武将の登用は、戦闘で連鎖を決めて敵部隊を撃破すれば捕縛でき、それを説得することで登用できる。敵の階級が高いほど大連鎖を決めないと捕縛できず、またシナリオの都合上、絶対に捕縛できない武将もいる。この他にも在野武将が仕官してくることもあるが、確率は低い。特定のシナリオで特定の武将が加入することもある。「三國志戦記」では捕縛した武将は即登用できたが、「三國志戦記2」では義理MAX値という隠しパラメータが設定され、捕縛した武将を説得しても君主との相性や当人の性格によっては応じないケースが存在するようになった。

## シリーズの紹介

### 三國志戦記
2002年2月14日発売
- 劉備編、曹操編、孫策編の3つのステージがある。
- シナリオでとった行動により、シナリオが分岐する。
- 軍団の武将数は最大4人（軍団長1人、軍師1人、一般武将2人）
- 友好武将が同じ拠点にいるときに戦法を教えてもらったり、能力が上がることがある。
- 工作の特性を持った武将を派遣することで、戦闘に参加させたり、事前に矢倉や兵糧庫を建設しておいたりすることができる。
- 戦闘に参加できる軍団は最大2軍団で、これに工作兵2部隊を加えた10部隊が戦闘に参加できる最大部隊数である。
- 戦法ダメージが増加するクリティカルがある。
- 自軍団を優位にする秘策が存在。

#### キャスト
- 劉備：遠藤守哉
- 関羽：増谷康紀
- 張飛：稲田徹
- 諸葛亮：戸北宗寛
- 趙雲：石川英郎
- 黄忠：徳山靖彦
- 馬超：鈴木貴宏
- 曹操：銀河万丈
- 夏侯惇：郷里大輔
- 郭嘉：置鮎龍太郎
- 張遼：置鮎龍太郎
- 司馬懿：掛川裕彦
- 典韋：吉水孝宏
- 徐晃：田中大文
- 許褚：山本圭一郎
- 張郃：本田健大郎
- 孫策：戸北宗寛
- 孫権：吉水孝宏
- 孫尚香：野田順子
- 甘寧：徳山靖彦
- 太史慈：高橋裕吾
- 呂布：稲田徹
- 袁紹：掛川裕彦
- 蔡陽：田中大文
- 劉表：山本圭一郎

- ナレーション：郷里大輔

### 三國志戦記2
2003年6月26日発売
- 呂布編が追加された。
- 本編は特定のステージで選んだ選択肢によって本編とif編に分かれる。
- 特定の条件を満たすことで、本編のほかに外伝が登場する。
- 軍団の武将数は最大10人（軍団長1人、軍師2人、一般武将7人）
- 戦法は戦法訓練所で技巧ポイントを消費して覚える。
- 強力な戦法を習得できたり、アイテムを取得できたりする仙人庵がある。
- 各武将に義理が設定されており、あらかじめ内応をしておかないと1回捕縛しただけでは登用できなくなった。
- 連撃というシステムが採用され、1部隊が自分の持つ戦法を次々と発動させることが可能となった。
- 友好武将が特定の配置を取ることで、友義戦法という戦法が発動するようになった。

#### キャスト
- 劉備：遠藤守哉
- 関羽：増谷康紀
- 張飛：掛川裕彦
- 諸葛亮：広中雅志
- 趙雲：高塚正也
- 馬超：服巻浩司
- 黄忠：川津泰彦
- 関興：徳山靖彦
- 張苞：近藤隆
- 曹操：岸野幸正
- 夏侯惇：中井和哉
- 郭嘉：置鮎龍太郎
- 司馬懿：掛川裕彦
- 張遼：置鮎龍太郎
- 荀彧：戸北宗寛
- 許褚：川津泰彦
- 張郃：徳山靖彦
- 龐徳：山本圭一郎
- 曹仁：馬場圭介
- 曹洪：下村基治
- 孫権：高塚正也
- 孫策：石川英郎
- 周瑜：緑川光
- 孫尚香：野田順子
- 太史慈：中井和哉
- 陸遜：梶原彰
- 甘寧：戸北宗寛
- 呂布：稲田徹
- 呂玲綺（呂布#事跡を参照）：佐藤朱
- 張任：近藤隆
- 紀霊：山本圭一郎
- 華佗：馬場圭介
- 張魯：鈴木貴宏
- 厳顔：稲田徹
- 劉度：稲田徹

- ナレーション：増谷康紀

## 関連作品
- 真・三國無双2 猛将伝 - PC武将である呂布と孫尚香にのみ、第3のコスチュームとして本シリーズのモデルが用意されており、特定の条件を満たすことによって使用可能になる。また、本シリーズのBGMが流れるステージが存在する。